# Pascal Pia
Pierre Durand dit Pascal Pia, né le 15 août 1903 dans le 10e arrondissement de Paris où il est mort le 27 septembre 1979, est un écrivain, journaliste, érudit et résistant français. 
L'origine de son principal pseudonyme reste mystérieuse ; il en utilisa beaucoup d'autres comme : Avinin Mireur, Léger Alype, Pascal Rosé, etc.

## Biographie
Fils de Arthur Émile Durand, caissier, et de Rosine Bertrand, employée, domiciliés au 22 rue Philippe-de-Girard.
Ce que nous savons de son enfance est relaté par l'écrivain néerlandais Edgar du Perron. Après la mort de son père, tombé en Champagne en 1915 durant la Première Guerre mondiale, il semble que Pierre Durand ait quitté le domicile maternel, muni d'un certificat d'études, pour se réfugier dans le Midi auprès de son grand-père maternel. Revenu à Paris, il vit dans des hôtels, autour de Montmartre, assure l'implantation parisienne d'une revue anversoise, Ça ira, et travaille dans une compagnie d'assurances, mais aussi chez l'éditeur Albin Michel. À compter de la fin 1921, il publie des poèmes en prose dans quantité de revues comme Les Cahiers idéalistes français, la revue Action (aux côtés de Fernand Fleuret et Max Jacob), Signaux, Montparnasse, L'Œuf dur, Le Disque vert. Dans Les Écrits nouveaux, Maurice Martin du Gard le range parmi les nouvelles voix prometteuses de la poésie et il fait son entrée à La Nouvelle Revue française.
Mais c'est surtout avec son ami René Bonnel qu'il se lance en 1925 dans l'édition clandestine d'ouvrages érotiques. C'est ainsi qu'en 1928 il réalise par exemple les maquettes pour l'édition de Histoire de l'œil de Lord Auch (pseudonyme de Georges Bataille), illustré anonymement par André Masson. Il écrit aussi des poèmes, qu'il attribue faussement à Apollinaire, à Baudelaire et à Radiguet. Son pastiche de Baudelaire, À une courtisane (1925), a abusé la maison Gallimard, qui le fit paraître dans le premier volume consacré au poète dans la collection « La Pléiade ». Il renouvelle son talent de faussaire en faisant publier avec son ami Bonnel de prétendus inédits d'Apollinaire, comme Cortège priapique (1925) et Le Verger des amours (1927), orné de six pointes-sèches de Foujita.
Le 12 novembre 1927, il épouse à Ixelles, Marie Ghislaine Yonnet.
En 1938, il est directeur du journal de gauche Alger Républicain, où Albert Camus, qui lui dédiera Le Mythe de Sisyphe, fit ses débuts dans le journalisme. Albert Camus et lui publient de grandes enquêtes, puis fondent un nouveau titre quotidien en septembre 1939, Le Soir républicain, qui subira la censure.
À la mi-1943, il adhère au mouvement de résistance Combat sous le pseudonyme Pontault pour devenir le rédacteur en chef du journal clandestin. À la Libération, il devient l'éminence grise du quotidien Combat, derrière son brillant animateur Albert Camus. Il a dit alors : « Nous allons tenter de faire un journal raisonnable. Et comme le monde est absurde, il va échouer. » Son amitié avec Camus prend fin lorsque celui-ci quitte le journal en juin 1947. Mais il est possible aussi que Pia ait rompu avec Camus, à la suite de propos de celui-ci, qui lui auraient été rapportés. Pia fut aussi un proche d'André Malraux, rencontré en 1920 et qui lui dédiera son Saturne, essai sur Goya (Gallimard, 1950).
Le 19 mai 1949, Pascal Pia préfaça La Chasse spirituelle, censé être un manuscrit inédit très recherché d'Arthur Rimbaud, texte que Verlaine prétend avoir oublié chez sa femme au moment de leur escapade en Belgique. Le journal Combat publia des extraits du recueil qui est publié la même année au Mercure de France. Mais André Breton dénonce rapidement l’imposture, et les comédiens Akakia-Viala et Nicolas Bataille reconnurent être les auteurs de ce faux. 
Au début des années 1950 Pia crée un club du livre illustré, « Les Fermiers Généraux », liquidé en décembre 1953 et qu'il doit revendre en catastrophe aux Éditions du Cap. 
Le 11 mai 1953 il est élu Satrape du Collège de 'Pataphysique, d'où naît une profonde amitié avec François Caradec. 
Ses feuilletons littéraires publiés dans Carrefour ont été suivis par toute une génération de lecteurs : republiés, ils forment une excellente introduction à la littérature publiée entre 1954 et 1977. En juin 1953, pour un article publié dans ce même périodique, il est condamné pour propos diffamatoires envers Paul Auriol (1918-1992), le fils de Vincent Auriol.
Simultanément, Pia signe aussi des chroniques dans La Quinzaine littéraire et dans Le Magazine littéraire. Parallèlement à cette activité de chroniqueur, Pascal Pia se mue en une agence de renseignements littéraires dont bien des chercheurs, bibliographes ou universitaires auront profité. C'est ainsi qu'en 1978, prolongeant et développant les travaux d'Apollinaire, Fleuret et Perceau, il publie en deux volumes une somme, qui fait toujours référence, sur les livres de l'enfer de la Bibliothèque nationale de France où sont rangés les ouvrages réputés ou considérés comme contraires aux bonnes mœurs, compilation de centaines de notices sur des ouvrages licencieux, dont certains sont absents de la Bibliothèque nationale : Les Livres de l'Enfer. Bibliographie critique des ouvrages érotiques dans leurs différentes éditions du XVIe siècle à nos jours.
Mort le 27 septembre 1979 au 137 boulevard de Magenta, Pia était l'homme le plus fermement nihiliste et le plus « calmement désespéré », qui aurait mis la littérature au-dessus de tout s'il n'avait pensé qu'il y avait quelque chose au-dessus de l'écriture : le silence. À la fin de sa vie, refusant qu'on parle de lui, interdisant que l'on écrive sur lui après sa mort, il revendique le « droit au néant ».

## Ouvrages et textes publiés

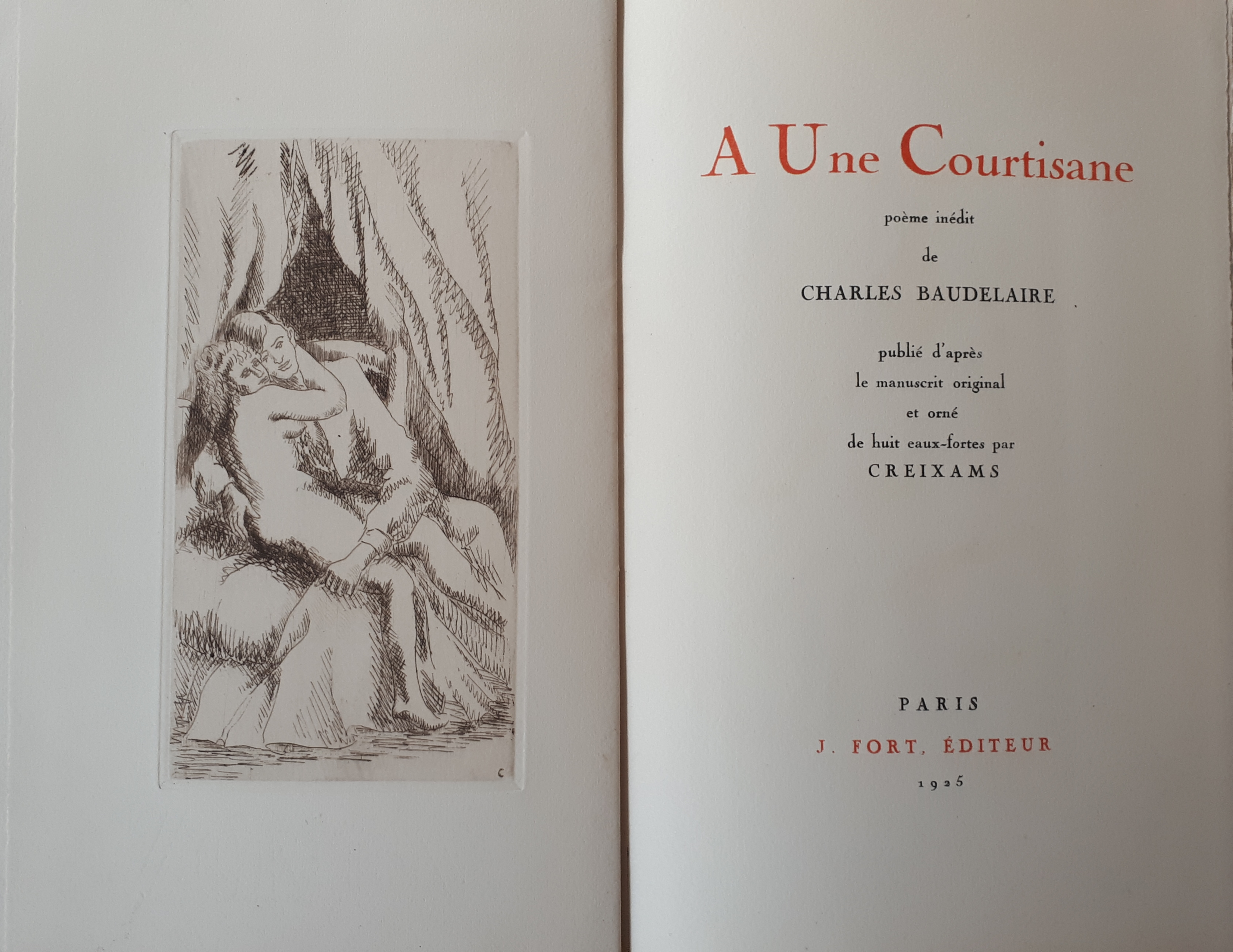
A une courtisane, pastiche de Baudelaire par Pascal Pia, J. Fort éditeur, 1925.

- Complément au Bouquet d'orties, poésies de Pascal Pia dérobées à l'auteur et ornées d'une pointe-sèche gravée par Pierre L'Espagnol, Bruxelles, Librairie particulière, 1924.
- À une courtisane, poème inédit de Charles Baudelaire, avec eaux-fortes par Pere Créixams, Paris, J. Fort éditeur, 1925.
- Raymond Radiguet, Vers libres, Champigny, Au panier fleuri, [1928] — faux dénoncé par Cocteau et sans doute fabriqué par Bonnel et Pia.
- La Muse en rut et autres poésies, Par les amis du poète [Bruxelles, Éditions du Perron, 1928].
- Manolo, Paris, Gallimard, collection « Les Sculpteurs nouveaux », 1930.
- André Masson, Paris, Gallimard, collection « Peintres nouveaux », 1930.
- Voyages en Perse et description de ce royaume par Jean-Baptiste Tavernier marchand français et illustrés de cartes, plans et autres images anciennes, publiés par Pascal Pia, éditions du Carrefour, Paris, 1930
- La Vie de famille (sous le pseudonyme de Pascal Rosé), Paris, Gallimard, 1935.
- Baudelaire par lui-même, Paris, Seuil, Collections Microcosme « Écrivains de toujours », 1952.
- Apollinaire par lui-même, Paris, Seuil, Collections Microcosme « Écrivains de toujours », 1954.
- Romanciers, poètes et essayistes du XIXe siècle, Paris, Maurice Nadeau, 1971.
- Dictionnaire des œuvres érotiques (préface), Mercure de France, 1971 ; rééd. Paris, Robert Laffont, collection « Bouquins », 2001.
- Les Livres de l'enfer, bibliographie critique des ouvrages érotiques dans leurs différentes éditions du XVIe siècle à nos jours, Paris, Courlet et Faure, 2 volumes, 1978 ; réédition en 1 volume, Paris, Fayard, 1998.

Ouvrages posthumes :
- Poèmes et textes retrouvés, Paris, Maurice Nadeau, 1982.
- Feuilletons littéraires I : 1955-1964, Paris, Fayard, 1999.
- Feuilletons littéraires II : 1965-1977, Paris, Fayard, 2000.
- Correspondance avec Albert Camus, Paris, Fayard-Gallimard, 2000.
- Au temps du Disque vert, lettres à Franz Hellens (1922-1934), textes réunis et présentés par René Fayt, Paris, IMEC, collection « Pièces d'archives », 2006.
- Psalmanaazaar, le menteur de Formose et autres textes, Saint-André de Najac, Patrick Fréchet, 2007.
- Céline en liberté. Chroniques publiées dans “Carrefour”, Tusson, éditions du Lérot, 2011 (dix chroniques sur Louis-Ferdinand Céline écrites entre 1955 et 1977).
- Chroniques littéraires (1954-1977), Tusson, éditions du Lérot, 2012.

### Préfaces
- Bouquet poétique des médecins, chirurgiens, dentistes et apothicaires, collection de l'Écritoire, 1933.
- Arthur Rimbaud, La Chasse spirituelle (apocryphe), Mercure de France, 1949.
- Guillaume Apollinaire, L'Hérésiarque et compagnie, Club français du livre, 1954.
- Beaumarchais, Théâtre complet, Club français du livre, 1956.
- Henri Calet, Contre l'oubli, Grasset, 1956.
- Jules Laforgue, Poésies complètes, collection « Le Livre de Poche », Librairie générale française, 1970.
- Mademoiselle de Mustelle et ses amies (attribué à Pierre Mac Orlan), Jean-Jacques Pauvert / Ramsay, 1980.

## Dans les représentations
- Plusieurs strophes de A une courtisane sont citées dans les dialogues de Comment réussir quand on est con et pleurnichard, film de Michel Audiard sorti en 1974.